# Luleb Tjadamjaure
Luleb Tjadamjaure är en sjö i Arjeplogs kommun i Lappland och ingår i Skellefteälvens huvudavrinningsområde. Sjön har en area på 0,375 kvadratkilometer och ligger 834,3 meter över havet.